# エレクション・スペシャル
『エレクション・スペシャル』（Election Special）は、アメリカ合衆国のギタリスト、ライ・クーダーが2012年に発表したスタジオ・アルバム。

## 背景
2012年アメリカ合衆国大統領選挙における共和党全国大会の前週に発売日が設定され、クーダーはバラク・オバマを支持し、共和党からの候補ミット・ロムニーを批判した。クーダー自身は本作に関し「どの曲も時事問題についての物語になっている。私はテレビでたくさんのニュースを見て、現在起こっていることに関するたくさんの記事を読み、それが曲作りに影響を及ぼした」「以前のアルバムでは歴史を振り返って、作品によっては歴史的舞台のフィクションも作ったけど、ここに来て今起きていることを注視する機会が来たと思った、なぜなら共和党の連中は邪悪で、二度とホワイトハウスに入れるべきでないから」と語っている。息子のヨアキム・クーダーがドラムスを担当したのを除けば、クーダー自身がすべての楽器を演奏し、ゲスト奏者は迎えられていない。
「マット・ロムニー・ブルース」は、ミット・ロムニーの飼い犬の視点で歌われた曲で、1983年にロムニー家が休暇で旅行した際、飼い犬を12時間にわたり、車の屋根の上にあるケージに閉じ込めていたエピソードを揶揄している。「ブラザー・イズ・ゴーン」は、大富豪のチャールズ・コークとデイビッド・コークを題材としており、ブルース・ミュージシャンのロバート・ジョンソンの「クロスロード伝説」になぞらえて、コーク兄弟が悪魔に魂を売ったという内容となった。「ウォール・ストリートめざして」は、元々は前作『プル・アップ・サム・ダスト・アンド・シット・ダウン』のセッションで録音されていたが、あまりにも騒々しく、カントリーやフォークを基調とした同アルバムには合わないという理由で外された曲で、この曲は本作リリース前の2011年11月、「ウォール街を占拠せよ」という社会運動を支援するために、この頃に新しく録音されたヴァージョンが公開された。
「グアンタナモ」は、キューバのグアンタナモ湾収容キャンプにおける米軍の人権侵害を題材としている。「コールド、コールド・フィーリング」は、現職の大統領であったオバマの視点で書かれたブルースで「この気持ちは、大統領になったことのある人にしかわからないだろう」「共和党の野良犬どもが、私を追い落とそうとしている」と歌われている。

## 反響
母国アメリカでは、2012年9月8日付のBillboard 200で164位を記録するが、翌週にはトップ100圏外に落ちた。一方、ノルウェーのアルバム・チャートでは3週トップ40入りして最高9位を記録し、同国において自身7作目のトップ10アルバムとなった。

## 評価
第55回グラミー賞では最優秀フォーク・アルバム賞にノミネートされた。イギリスの音楽雑誌『アンカット』が選出した「2012年のベスト・アルバム75」では30位にランク・インした。
Thom Jurekはオールミュージックにおいて5点満点中3.5点を付け「彼がここ20年ほどの間に作ってきたレコードの中でも特に有機的で、さらに重要なのは、時事問題を扱ったプロテスト・ミュージックを、アメリカ文化のあるべき場所へ引き戻したことである」と評している。Robin Denselowは『ガーディアン』紙のレビューで5点満点中4点を付け「音楽的には実にDIYなアルバム」「楽しく、思索的で、かつ大胆なオリジナル曲集」と評している。Bud Scoppaは『アンカット』誌のレビューで5点満点中4.5点を付け「アメリカの馬鹿さ加減に対する長々とした説教である。しかし、論争的な内容ではなく、むしろ無駄のない言葉で成り立った鋭い物語による厳しい審判が、曲ごとに的確に描かれており、極めて説得力がある」と評している。また、『CDジャーナル』のミニ・レビューでは「英語の分からない日本人ファンとしては音楽的に60年代のフォークやブルースを彷彿とさせるあたりが単純に楽しかったりする」と評されている。

## 収録曲
特記なき楽曲はライ・クーダー作。
1. マット・ロムニー・ブルース - Mutt Romney Blues - 3:45
2. ブラザー・イズ・ゴーン - Brother Is Gone - 5:03
3. ウォール・ストリートめざして - The Wall Street Part of Town - 3:42
4. グアンタナモ - Guantanamo - 3:28
5. コールド、コールド・フィーリング - Cold Cold Feeling - 5:25
6. ゴーイング・トゥ・タンパ - Going to Tampa - 3:57
7. クールエイド - Kool-Aid - 4:10
8. 90アンド9 - The 90 and the 9 - 5:15
9. その手をどけろ - Take Your Hands Off It (Ry Cooder, Joachim Cooder) - 3:47

## 参加ミュージシャン
- ライ・クーダー - ボーカル、ギター、ベース、マンドリン
- ヨアキム・クーダー（英語版） - ドラムス
- アーノルド・マッカラー - ハーモニー・ボーカル(on #9)